# 水上捉鸭
水上捉鸭，也称抓鸭、掠鸭，是指每年在中国福建省泉州市晋江市安海镇端午节期间举办的民俗节日活动，相传缘于当年郑成功在安海港驻扎时用走桅杆到尾端抓鴨训练水师士兵胆量的活动。

## 历史
相传当年郑成功驻守安海镇操练水师，为了训练水师士兵血性胆力，把桅杆横架在船头的水面上，鸭子挂於桅尾作奖赏，再令兵丁探笼取鸭，鼓励士气。安海抓鸭子的民俗活动何时开始已无从考证，1980年代开始就一直在安平桥中亭举行，后来因安平桥脏乱以及改建也终止过一段时间。目前由晋江市安海镇人民政府通过端午节传统文化活动等活动的举行慢慢恢复，该项活动也入选了晋江市非物质文化遗产项目。

## 活動
组织者在安平桥墩或船上横架一根长度大约7米去皮杉木或竹竿，离水面大约3米高。尾端挂上竹笼并在竹笼里关上白鸭，让人赤脚走上塗滿油的木头，到达尾端时去解开关鸭子的竹笼，并入水抓住掉入水里的鸭子。
这几年因为安平桥生态公园的修建，在安平桥旁修建了一个类似船型的水泥修筑演艺台，组织者故将这演艺岛装扮成大船。

## 周边
抓鸭这项活动不单单在晋江市安海镇有举行，在厦门的一些地方也有举办类似的活动。